# Pro Calcio San Giorgio Fois
La Pro Calcio San Giorgio Fois è stata una società calcistica italiana con sede nella città di Cagliari. Nata nel 1927, ha disputato un campionato di Serie C nel 1938-1939. Dalla stagione successiva fino allo scioglimento nel 1946, disputò campionati regionali col nome di Associazione Calcio Sardegna.

## Storia

### La nascita deSa Pibinca
Al termine degli anni 1920, la Sardegna non aveva ancora nessuna squadra militante a livello nazionale. Sarà il Cagliari a raggiungere questo traguardo soltanto nel 1928, seppur diverse società nacquero dall'inizio del secolo a quel periodo nell'isola e diversi campionati regionali si disputavano annualmente.
Nel 1927 a Cagliari un portuale di nome Antonio Marras, appassionato di calcio, decise di fondare una sua squadra costruendo, anche con l'ausilio degli stessi giocatori, un piccolo campo per gli allenamenti e per le amichevoli nella Fossa di San Guglielmo, in via San Giorgio, nel quartiere di Stampace, in pieno centro storico, dove attualmente sorge la Clinica Aresu, ex ospedale cittadino e ora sede della Facoltà di Lingue straniere dell'Università degli Studi di Cagliari.
La squadra venne attivata, e curiosamente non ebbe subito un nome. Fu un tifoso che decise di affibbiarle il nome di Sa Pibinca, vocabolo che in lingua sarda significa letteralmente “piattola”, ma che viene usato, soprattutto in senso metaforico, per designare una persona fastidiosa e difficile da contrastare. Il campo stesso venne così ironicamente denominato Su campu de Sa pibinca. 
La squadra si affiliò alla federazione in vista della partecipazione al campionato zonale dell’ULIC edizione 1928-1929. Nel girone incontrò l’ONB Cagliari, l’Avanguardia B, il Cagliari B, l’Amsicora e l’Arborea, terminando all’ultimo posto.

### L'era Gruppo Sportivo San Giorgio e la Pro Calcio San Giorgio

Pro Calcio San Giorgio nella stagione 1935-1936

Al termine della stagione venne scelto il nome di Gruppo Sportivo San Giorgio e il colore sociale fu l’arancione, mentre Marras cedette la carica di presidente a Raffaele Longu e continuò a giocare come mediano fino al 1934. Negli anni successivi la squadra continuò a militare nel torneo ULIC per poi approdare alla Sezione Propaganda FIGC. Nello stesso periodo giocò con Gli Arancioni anche Renato Brandolini, che proprio negli ultimi mesi del 1934 divenne il nuovo presidente e due anni dopo, nel 1936 cambiò la denominazione in Pro Calcio San Giorgio.
Il 10 Febbraio del 1936 nel campionato di Seconda Divisione (massimo livello regionale, non essendoci in Sardegna la Prima Divisione), arrivò una storica vittoria per 2-1 contro il Cagliari appena risorto dopo il fallimento dell'anno precedente e ritornato a disputare il torneo regionale. L’anno successivo i Rossoblù si vendicarono rifilando ai rivali due sonore sconfitte: 0-3 in casa il 21 febbraio 1937 e 9-1 il 28 marzo. Il Cagliari, vincitore del campionato, ritornò in Serie C, e per il campionato 1937-1938 i giocatori arancioni Oppo, Schinardi e Servetto vennero ceduti per facilitare la costruzione di una rosa migliore in vista del difficile torneo nazionale. L’anno dopo Gli Arancioni, forti del nuovo piccolo astro Renato Raccis, appena sedicenne, vinsero il torneo e la San Giorgio approda per la prima volta nel campionato nazionale di Serie C, raggiungendo i cugini Rossoblù.

### L'approdo in Serie C

La formazione nella stagione del campionato regionale di Seconda Divisione 1937-1938 che ottenne la storica promozione in Serie C

Contestualmente, nel 1938 il club si fuse con il Dopolavoro Rionale “Luigi Fois”, andando a formare la Pro Calcio San Giorgio Fois.
Nel campionato di Serie C 1938-1939 però la FIGC piazzò le due società in due differenti gironi, negando la possibilità della disputa del derby cittadino, ma le due compagini si affrontano durante il primo turno di Coppa Italia 1938-1939, a settembre e vinse il Cagliari per 2-0 sul campo di via Pola. Il campionato andò molto male per Gli Arancioni, in costante crisi finanziaria. La San Giorgio chiuderà l’inglorioso campionato un clamoroso 13-0 patito sul campo della MATER Roma. Su tale incontro ci fu un sospetto di combine: i giocatori, che non venivano pagati da mesi, pare vendettero l’incontro ai romani che con tale risultato ad ampio scarto poterono superare la diretta concorrente alla prima piazza. Una circostanza che non sfuggì all’organo federale, le cui indagini tuttavia non portarono a nulla.

### L'era Sardegna e il declino
A fine stagione la San Giorgio non rinnova l'iscrizione in terza serie, e Brandolini cambia denominazione sociale della società in Associazione Calcio Sardegna oltre ai colori sociali, che diventano il bianco e il rosso.
Iniziò il periodo in declino del club: Renato Raccis, promesso al Cagliari, venne venduto al Prato per una ingente cifra che permetterà di ripianare i debiti. Brandolini cede il testimone ad Umberto Ceccarelli. La società vivacchiò durante il periodo bellico, ma nel campionato di Prima Divisione Sardegna 1945-1946, chiamato anche Campionato Sardo per via delle vicissitudini belliche che impedirono alle squadre isolane di militare nel Continente, il Sardegna giunse a sorpresa al secondo posto in classifica dietro al Cagliari e davanti alla Torres. La vittoria concedette teoricamente il diritto a partecipare nuovamente al campionato nazionale ma la FIGC non permise la partecipazione di squadre sarde ai tornei nazionali per problemi logistici ed anche il Cagliari fu costretto a rinunciare. Tale decisione segnò la fine, e ai primi di agosto del 1946, il club, si fuse con i cugini del Cagliari, con il presidente Ceccarelli che diventò il nuovo massimo dirigente dei Rossoblù.

## Allenatori e presidenti
- 1927-1928  Antonio Marras
- 1928-1934  Raffaele Longu
- 1934-1940  Renato Brandolini
- 1940-1946  Umberto Ceccarelli

## Calciatori
La squadra disputò quasi sempre campionati regionali, ciononostante diversi calciatori di valore, che successivamente disputarono campionati nazionali, principalmente col Cagliari ma anche altre squadre italiane, disputarono partite in maglia arancione. Tra questi si possono menzionare:
- Adolfo Chiti
- Arturo Contini
- Vittorio Fercia
- Mario Fiori
- Salvatore Oppo
- Aldo Pinna
- Efisio Pilloni
- Renato Raccis
- Giovanni Schinardi
- Salvatore Sechi
- Francesco Servetto
- Cenzo Soro

## Palmarès

### Competizioni regionali
- Seconda Divisione: 1

1937-1938

## Statistiche e record

### Partecipazione ai campionati

#### Nazionali
| Livello | Categoria | Partecipazioni | Debutto   | Ultima stagione | Totale |
| ------- | --------- | -------------- | --------- | --------------- | ------ |
| 1º      | Serie C   | 1              | 1938-1939 | 1938-1939       | 1      |

#### Regionali
| Livello | Categoria         | Partecipazioni | Debutto   | Ultima stagione | Totale |
| ------- | ----------------- | -------------- | --------- | --------------- | ------ |
| 1º      | Seconda Divisione | 3              | 1935-1936 | 1937-1938       | 4      |
| 1º      | Prima Divisione   | 1              | 1945-1946 | 1945-1946       | 4      |

### Partecipazione alle coppe nazionali
| Competizione | Partecipazioni | Debutto   | Ultima stagione | Totale |
| ------------ | -------------- | --------- | --------------- | ------ |
| Coppa Italia | 1              | 1938-1939 | 1938-1939       | 1      |